# Enneacanthus
Enneacanthus, é um gênero de peixes de água doce conhecidos como mariganes, da família Centrarchidae, na ordem Perciformes.
Todas espécies de Enneacanthus podem chegar a um tamanho máximo de 10 centímetrose são nativas de lagos dulcícolas, represas e estuários ao longo do Atlântico e do Golfo do México até a costa dos Estados Unidos.
Todas as três espécies podem ser usadas em aquários por hobby. O nome genérico Enneacanthus deriva do grego εννέα (nove) e άκανθα (espinhos).